# Gualleco
Gualleco es un pueblo de la comuna de Curepto, en la región del Maule, Chile. Está ubicado 47 km al noroeste de Talca y 30 km al sureste de Curepto, en plena Cordillera de la Costa. Su población es de 509 habitantes.
Su nombre proviene del mapudungún walleko, 'agua de hualles', de walle, 'hualle', denominación local del roble (Nothofagus obliqua), y ko, 'agua'.

## Historia

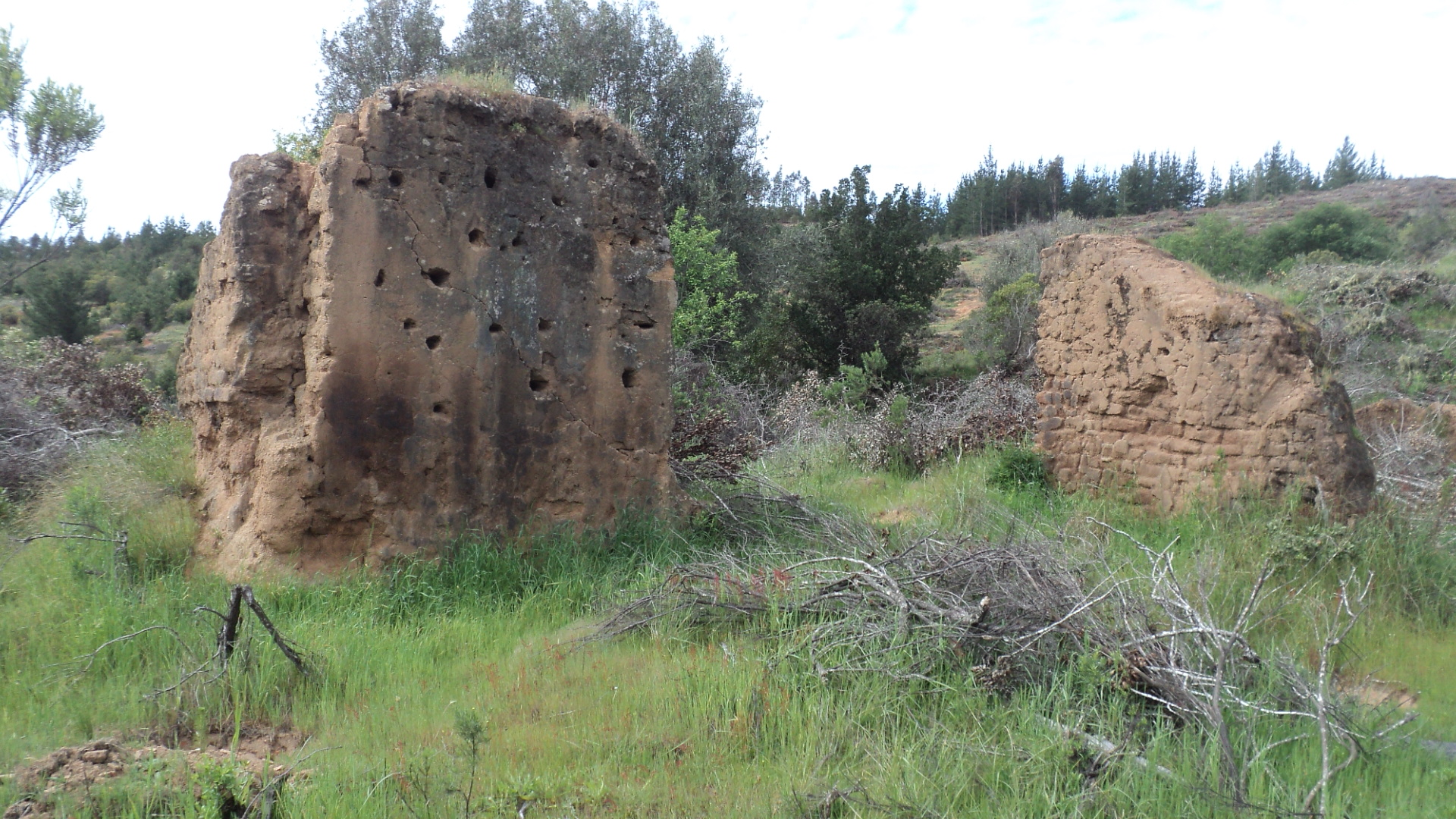
Ruinas de una casa del Gualleco antiguo, ubicadas al nororiente del pueblo actual.

Se tiene conocimiento del caserío de Gualleco aproximadamente desde el año 1736. Su estructura y ordenamiento espacial era muy similar a las construcciones actuales, contando con callejones, un cementerio y posiblemente un lugar habilitado como capilla. Todo esto estaba ubicado al nororiente del actual emplazamiento del pueblo, al otro lado del estero de Gualleco (actual propiedad de la sucesión Rojas Poblete).

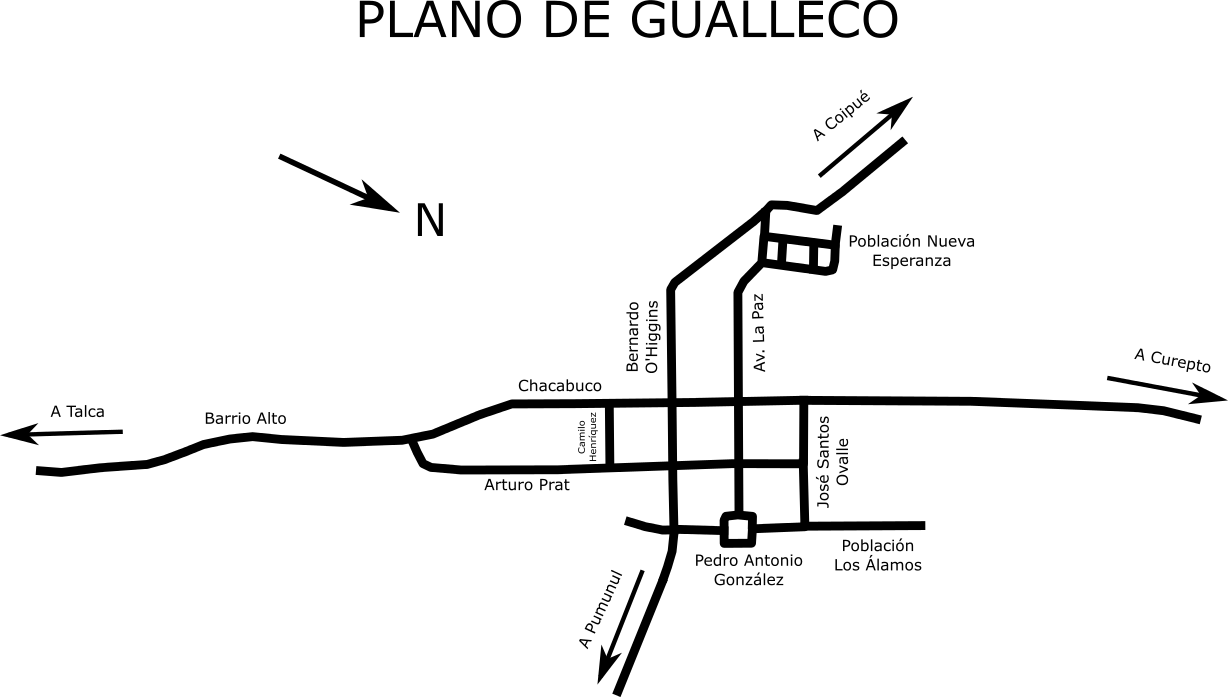
Plano de Gualleco actual.

Los sismos de 1786 (octubre) y 1787 (11 de febrero) azotaron este caserío, destruyendo casi por completo las viviendas. A raíz de estos fenómenos telúricos, los habitantes quedaron a merced de las inclemencias de la naturaleza y de las epidemias, tales como el cólera, llamada la peste negra, con la cual dejaron de existir muchos habitantes, los que fueron sepultados en el cementerio existente y en otras fosas comunes habilitadas para este ﬁn, por el peligro de nuevos contagios. Viendo las necesidades y el sufrimiento de las personas sobrevivientes, el señor José Santos Ovalle, donó grandes extensiones de terreno para el levantamiento de un nuevo pueblo, que fue trazado por don Juan Ignacio Gana el 29 de diciembre de 1849, en terrenos que se encontraban al suroeste del estero de Gualleco, lugar donde se encuentra ubicado actualmente el pueblo, con sus calles que reciben en la actualidad los siguientes nombres: Arturo Prat, Chacabuco, Pedro Antonio González, Camilo Henríquez, Bernardo O'Higgins, Avenida la Paz y calle José Santos Ovalle, en recuerdo de su fundador. Pasado mucho tiempo se anexaron al trazado del pueblo de Gualleco, la población Los Álamos, el Barrio Alto y la Villa Nueva Esperanza.

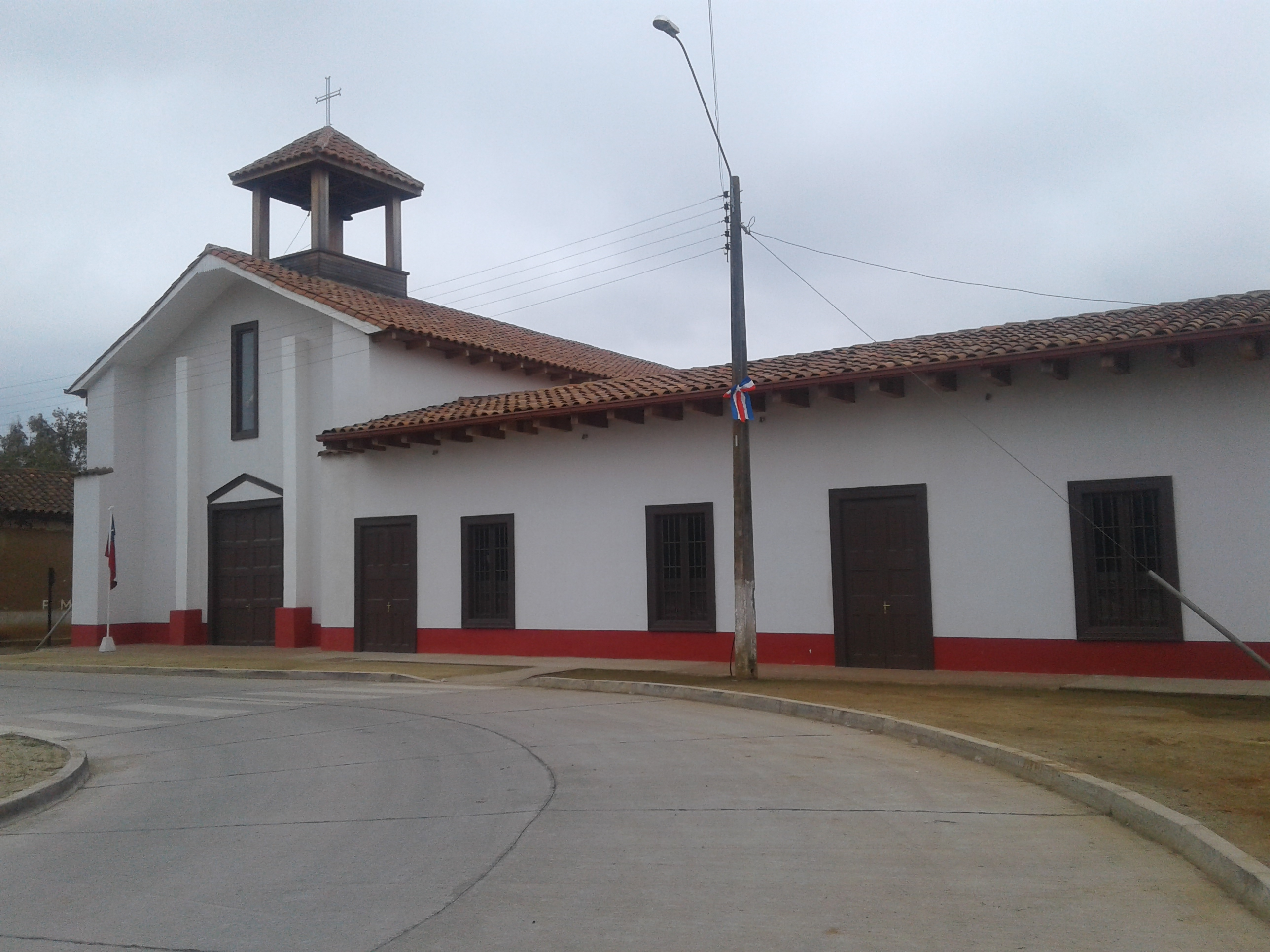
Parroquia Sagrado Corazón de Jesús de Gualleco.

Enrique Espinoza en su obra “Geografía descriptiva de la República de Chile”, describe a Gualleco así: "Caserío sobre una serranía intermedia que rodea una pequeña llanura, con ediﬁcios regulares y uniformes que forman dos calles de Norte a Sur y de Este a Oeste, dista 25 kilómetros al sur de Curepto."
Desde el momento del nacimiento del nuevo pueblo, sus habitantes comenzaron a construir sus viviendas y a prosperar con sus familias, dándole las características que se mantienen hasta hoy, por lo que Gualleco está catalogado como uno de los pueblos más pintorescos de Chile, por la construcción de sus viviendas de fachada continua, hechas de adobe y tejas de arcilla. Varias de sus construcciones fueron dañadas y demolidas luego del terremoto del 27 de febrero de 2010.
Actualmente el pueblo tiene una escuela básica llamada Fray Pedro Armengol Valenzuela, un retén de Carabineros y una Posta de Salud. Además cuenta con la 2° Compañía del Cuerpo de Bomberos de Curepto.

## El Guallecano
Existió en Gualleco un periódico titulado El Guallecano. Comenzó sus publicaciones de forma bisemanal el 15 de junio de 1913, alcanzando a publicar 5 números.